# Anastasiya Yanina
Anastasiya Yanina –en bielorruso, Анастасія Яніна– (27 de octubre de 1993) es una deportista bielorrusa que compite en remo. Ganó una medalla de oro en el Campeonato Europeo de Remo de 2019, en la prueba de doble scull ligero.

## Palmarés internacional
| Campeonato Europeo | Campeonato Europeo | Campeonato Europeo | Campeonato Europeo |
| Año                | Lugar              | Medalla            | Prueba             |
| ------------------ | ------------------ | ------------------ | ------------------ |
| 2019               | Lucerna (Suiza)    | Medalla de oro     | Doble scull ligero |